# СПИД-Инфо
СПИД-Инфо — советская и российская газета.

## История
Первоначально газета выходила под названием AIDS-INFO/СПИД-ИНФО. Аббревиатура AIDS непосредственно означала Синдром Приобретенного Иммунного Дефицита. Обложка была чёрно-белой, в дальнейшем сильно поменялась. Первые выпуски вышли в Минске в типографии ЦК КПБ, после распада СССР газета стала издаваться в России в Москве. Первым редактором был Андрей Манн, сын главного редактора газеты «Медицинский вестник». Это было время «гласности», которую начал Генеральный секретарь ЦК КПСС Михаил Горбачев.
Газета была посвящена заболеванию СПИДом, которое начало распространяться в СССР. Считалось, что СПИД — "удел наркоманов, проституток, гомосексуалистов и прочих неблагонадёжных элементов, ведущих беспорядочную половую жизнь". Поэтому «СПИД-инфо» под эгидой Ассоциации борьбы со СПИДом призывал к ликвидации сексуальной безграмотности советского населения.
Описание передачи СПИДа половым путём было невероятным для советского общества. Все средства массовой информации СССР старательно избегали подробных описаний плотской любви. «СПИД-Инфо» было полной противоположностью. Его можно назвать первым порнографическим изданием, разрешённым КПСС в СССР. В нем подробно описаны групповой секс, беспорядочные половые сношения, отсутствие защиты от распространения болезни через физический контакт.
После развала СССР газета сменила название с «AIDS-INFO» на «SPEED-INFO», где на первое место вместо СПИДА выходит SPEED — скорость. Одновременно произошла трансформация содержания от просвещения и профилактики в сторону жёлтой прессы, обсуждения знаменитостей и претенциозной подачи новостей.

## Популярность
Открытое обсуждение табуированной раннее темы секса вызвало небывалую популярность газеты среди всех слоёв населения. В редакцию мешками посыпались письма читателей, на некоторые редакция отвечала в следующих номерах. Тиражи стали очень быстро расти и к 1992 г. тираж издания достигнет 3 миллионов экземпляров.

## Отдельные рубрики и темы
- «Интим-клуб»
- семейные драмы на сексуальной почве
- криминальные очерки о сексуальных преступлениях
- пространные интервью «о самом главном»
- «как это бывает у великих»

## Скандалы
Газета неоднократно была связанна со скандалами с участием известных лиц. В частности очень известен скандал интервью с Борисом Акуниным. В мае 2012 года на страницах «СПИД-инфо» вышло интервью с Акуниным, которого он на самом деле не давал. Заголовок в духе издания: «Первым делом иду на кладбище, а вторым — в публичный дом». Писатель подал на газету в суд за клевету и потребовал 2 миллиона рублей в качестве компенсации. Иск удовлетворили в октябре того же года с компенсацией в 250 тысяч рублей и обязательством газеты написать опровержение крупным шрифтом.

## Текущее состояние
Основателя газеты Андрея Манна объявили в международный розыск и заочно арестовали еще в 2020 году. Журналистам «СПИД-инфо» и кредиторам Манн задолжал почти полмиллиарда рублей.
Предположительно, по состоянию на март 2025 года газета прекратила существование.
Самый свежий номер на официальном сайте датирован мартом 2021 года, при этом на странице издания на сайте Почты России размещена обложка номера за август 2023 года. В 2023 году возобновлялась подписка на второе полугодие этого 2023 и на первое полугодие 2024 года, действовала помесячная подписка.
Сообщества газеты в социальных сетях перестали обновляться в 2019-2020 годах. Сайт газеты работал вплоть до июня 2024 года.
Газета была зарегистрирована в реестре СМИ Роскомнадзора как СМИ «SPEED-info magazine. SIM (СПИД-инфо мэгэзин. СИМ)» (на 2025 год является действующим). Учредитель — ООО «С-ИНФО». Сама компания в январе 2020 года признана банкротом. На эту же компанию были зарегистрированы многие СМИ, напрямую связанные со СПИД-ИНФО. В 2014 году было зарегистрировано новое СМИ «СПИД-инфо» (учредитель — ООО «ИЗДАТЕЛЬСКИЙ ДОМ «С-ИНФО»), под которым газета выходила вплоть до закрытия. Действие СМИ прекращено в мае 2024 года по решению учредителей. СМИ Сетевое издание «SPEED-info» является действующим.

## СПИД-Инфо в регионах
Республиканским центром по профилактике и борьбе со СПИД и инфекционными заболеваниями Минздрава Чувашии издаётся газета «СПИД-ИНФО-Ч», по концепции напоминающая оригинальный «СПИД-ИНФО».